# OpenDocument
Az OpenDocument vagy ODF (eredetileg OASIS Open Document Format for Office Applications) egy nyílt fájlformátum-szabvány irodai programcsomagok dokumentumainak, úgymint szöveges dokumentumok, táblázatok, adatbázisok és bemutatók tárolására és cseréjére.
A szabványt az OASIS ipari konzorcium készítette az OpenOffice.org XML-alapú formátumát alapul véve.
Az első olyan fájlformátum-szabvány, amit az irodai programcsomagok számára készített egy független, elismert szabványosító szervezet. A szabvány szabadon, jogdíjak nélkül felhasználható, ezzel életképes alternatívája a piaci versenyt gátló zárt vagy jogdíj ellenében felhasználható formátumoknak.

## Történet
- 2005. május 1. OASIS-szabvány
- 2005. október 20. Az OpenOffice.org 2.0 alapértelmezett új formátuma
- 2006. március 3. Létrejön az OpenDocument Format Alliance, 35 taggal
- 2006. április 18. Az OpenDocument Format Alliance-hez 103 további szervezet csatlakozik összesen 30 országból
- 2006. május 8. ISO/IEC szabványosítás bejelentése[1]
- 2006. november 30. ISO-szabvány (ISO 26300.2006)[2]
- 2009. június. Magyar szabvány (MSZ ISO/IEC 26300:2009)[3]

## Specifikáció
Az ODF-dokumentumok gyakoribb fájlnév-kiterjesztései:
- .odt jelöli a szöveges,
- .odm a mester-,
- .ods a táblázat-,
- .odp a bemutató-,
- .odg az ábra-,
- .odb az adatbázis-,
- .odf a képletdokumentumokat.

Sablonok fájlnévkiterjesztései:
- .ott jelöli a szöveg,
- .ots a táblázat-,
- .otp a bemutató-,
- .otg az ábra-,
- .oth a weblapsablont.

## Programok
Az ODF alapértelmezett fájlformátuma az IBM Lotus Symphony, KOffice, LibreOffice és OpenOffice.org irodai programcsomagoknak. Támogatja a Google Dokumentumok, valamint a Microsoft Office is a 2007 SP2-es változattól. A Microsoft Office 2010-et megelőző Microsoft Office-ok javasolt kiegészítője az Office Open XML/ODF Translator, illetve az Oracle ODF Plugin for Microsoft Office.

## Lásd még
- Nyílt szabvány
- Fájlformátum

## Külső hivatkozások
- OASIS ODF Technical Committee Az OpenDocument fejlesztésének koordinátora, a specifikációk hivatalos forrása.
- OpenDocument Format Alliance Meghatározása szerint az OpenDocument formátum lehetőségeire és előnyeire hívja fel a döntéshozók, informatikusok és a nagyközönség figyelmét.
- OpenDocument.XML.org Archiválva 2022. április 22-i dátummal a Wayback Machine-ben Az OpenDocument formátum hivatalos közösségi oldala.
- OASIS OpenDocument Essentials Archiválva 2006. június 13-i dátummal a Wayback Machine-ben Könyv az OpenDocument használatáról.
- Office Open XML/ODF Translator Kiegészítés az MS Office-hoz a szöveges ODF-dokumentumok kezeléséhez.
- Oracle ODF Plugin for Microsoft Office